# Adrien Planchenault
Adrien Planchenault est un archiviste-paléographe, numismate et homme politique français né le 26 mai 1862 à Angers (Maine-et-Loire) et décédé le 31 juillet 1927 à Angers.

## Biographie
Issu d'une famille de magistrats angevins et de conseillers municipaux d’Angers, il est licencié en droit et diplômé de l'école des chartes en 1890 (thèse sur La monnaie royale d’Angers, 1319-1738). Après un an aux archives de Seine-et-Oise, il revient à Angers où il se consacre à des travaux d'érudition historique (notamment sur les artistes angevins). Il est officier supérieur de réserve (artillerie).
Il est conseiller municipal d'Angers en 1896 et adjoint au maire en 1914, s'occupant particulièrement du patrimoine historique de la ville d’Angers et de l’Anjou (notamment le château de Montsoreau). Il est conseiller d'arrondissement en 1904 et président du conseil d'arrondissement en 1912. Il est conseiller général en 1922 et député de Maine-et-Loire de 1924 à 1927 (inscrit dans aucun groupe). Il est très actif au sein de la commission des Beaux-Arts de la Chambre des Députés. En 1926, il vote contre l’augmentation de l’indemnité parlementaire offerte par Poincaré en contrepartie du vote de mesures d’économies impopulaires. Lorsque l’augmentation est approuvée par la majorité des députés, il est le seul député à verser le montant d’augmentation à la Caisse de Gestion des Bons de la Défense nationale et d’Amortissement de la Dette Publique (loi du 7 août 1926) mettant en conformité ses actes avec ses convictions.
Lors de ses obsèques, une foule d’Angevins assiste à la cérémonie, Adrien Planchenault étant très respecté par ses électeurs angevins.
Marié à Angers avec Jeanne Brossard de Corbigny, il est le père de René Planchenault (1897-1976), archiviste-paléographe, inspecteur général des Monuments Historiques, conservateur de l’Apocalypse d’Angers.

## Sources
- « Adrien Planchenault », dans le Dictionnaire des parlementaires français (1889-1940), sous la direction de Jean Jolly, PUF, 1960 [détail de l’édition]
- Le Cri d’Angers, 11 avril 1911, par G. Lidz
- L’Echo saumurois, 7 mai 1924
- Journal Officiel du 8 août 1926
- lettre de Pierre de Vaulx, 4 août 1927, collection particulière
- éloge funèbre de Georges de Grandmaison, député de Maine-et-Loire, août 1927
- dossier militaire GR 5 YE 83248 Service Historique de la Défense au Fort de Vincennes
- 2F7 Archives départementales de Maine-et-Loire, fonds Adrien Planchenault
- L’apport des chartistes à l’histoire de l’Anjou, Elisabeth Verry, p. 165-186 Historiens de l’Anjou